# Ligamentul costoclavicular
Ligamentul costoclavicular (TA: Ligamentum costoclaviculare) este un ligament scurt, puternic și rezistent al articulației sternoclaviculare ce ocupă unghiul format de claviculă și primul cartilaj costal și se întinde de la prima coastă și primul cartilaj costal până la claviculă aproape de capătul său sternal. Se inseră sus pe impresiunea ligamentului costoclavicular de pe fața inferioară a claviculei, iar jos pe suprafața superioară a primei coaste și a cartilajului ei costal. Se compune din două lame, anterioară și posterioară, separate printr-o bursă seroasă. Are un rol mare în menținerea suprafețelor articulare și permite ridicarea primei coaste deasupra planului orizontal. 
Se mai numește ligamentul romboidal Lauth, datorită formei sale și în onoarea lui T. Lauth, anatomist și chirurg francez (1758-1826), ligamentul inferior, datorită inserției sale pe fața inferioară a claviculei și ligamentul condrocostoclavicular, datorită inserțiilor sale pe primul cartilaj costal, pe prima coastă și pe claviculă.

## Legături externe

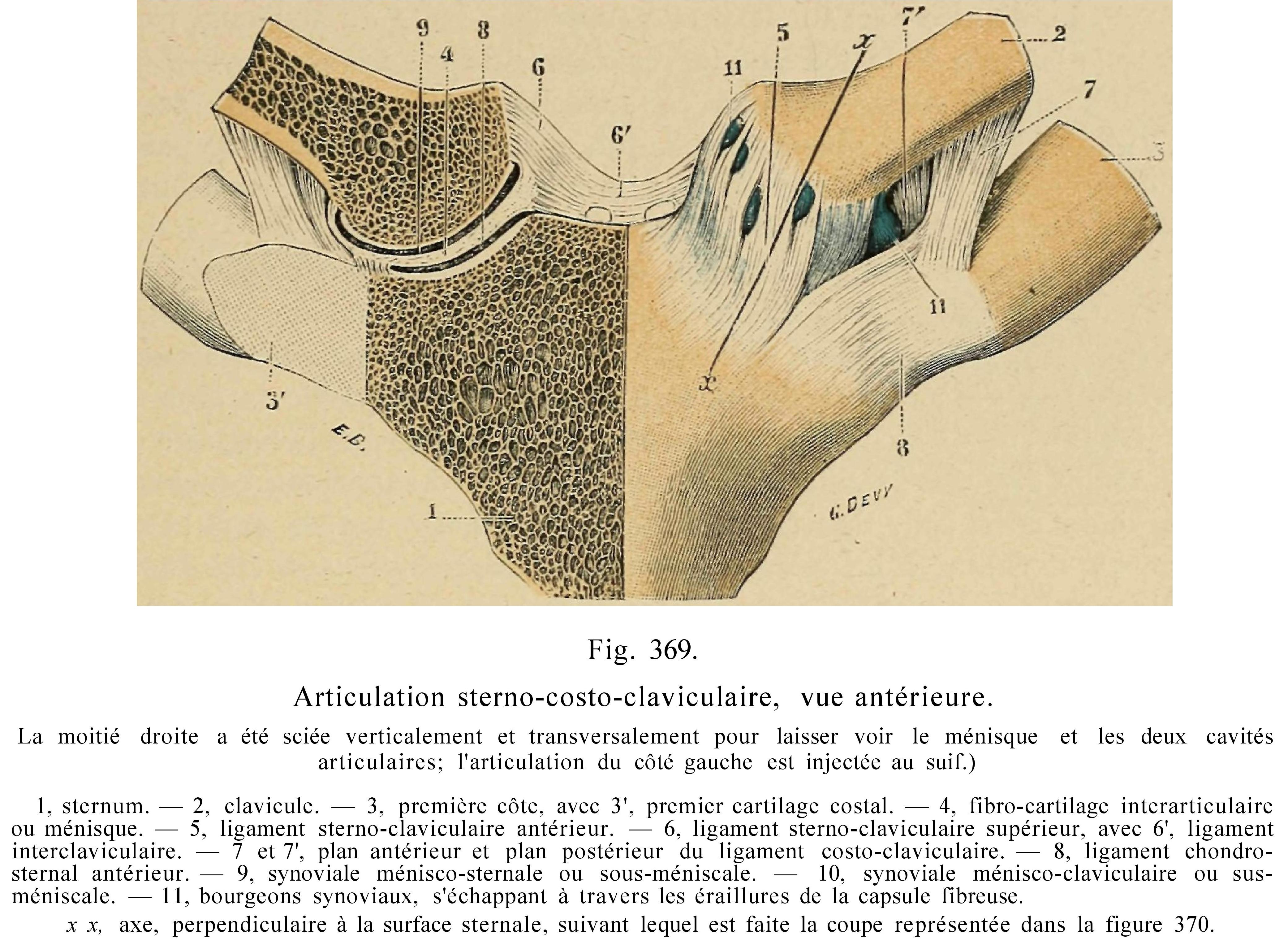
Articulația sternoclaviculară. Aspect anterior (după Testut)